# Horisme carinthiaria
Horisme carinthiaria är en fjärilsart som beskrevs av Franz Dannehl 1927. Horisme carinthiaria ingår i släktet Horisme och familjen mätare. Inga underarter finns listade i Catalogue of Life.